# La Sône
Ne doit pas être confondu avec Sône (Sénégal), Saône ou Saune.
La Sône est une commune française située dans le département de l'Isère en région Auvergne-Rhône-Alpes.
Autrefois, simple paroisse de la province royale du Dauphiné, la petite commune a adhéré à la communauté de communes de Saint-Marcellin Vercors Isère Communauté. Ses habitants sont appelés les Sonois.

## Géographie

### Situation et description
La commune de La Sône est située dans la partie occidentale du département de l'Isère, au bord de la rivière du même nom et à l'ouest de l'agglomération formée par les villes de Chatte et de Saint-Marcellin, au sud du plateau de Chambaran.

## Activités
Restaurant : Maison Gaia - 6 rue de l'Ancien Pont, 38840 La Sône. 
Jardin des Fontaines Pétrifiantes : 184 Impasse des Tufières, 38840 La Sône.

### Géologie
Le territoire de la commune est situé dans sa plus grande partie dans la plaine alluvionnaire de l'Isère

### Climat
Pour des articles plus généraux, voir Climat d'Auvergne-Rhône-Alpes et Climat de l'Isère.
En 2010, le climat de la commune est de type climat méditerranéen altéré, selon une étude du Centre national de la recherche scientifique s'appuyant sur une série de données couvrant la période 1971-2000. En 2020, Météo-France publie une typologie des climats de la France métropolitaine dans laquelle la commune est exposée à un climat de montagne ou de marges de montagne et est dans la région climatique Alpes du nord, caractérisée par une pluviométrie annuelle de 1 200 à 1 500 mm, irrégulièrement répartie en été.
Pour la période 1971-2000, la température annuelle moyenne est de 12,2 °C, avec une amplitude thermique annuelle de 17,9 °C. Le cumul annuel moyen de précipitations est de 918 mm, avec 8,9 jours de précipitations en janvier et 6,1 jours en juillet. Pour la période 1991-2020, la température moyenne annuelle observée sur la station météorologique de Météo-France la plus proche, « Chatte_sapc », sur la commune de Chatte à 4 km à vol d'oiseau, est de 12,0 °C et le cumul annuel moyen de précipitations est de 967,8 mm,. Pour l'avenir, les paramètres climatiques de la commune estimés pour 2050 selon différents scénarios d'émission de gaz à effet de serre sont consultables sur un site dédié publié par Météo-France en novembre 2022.

### Hydrographie
Le territoire de la commune est bordé par L'Isère dans sa partie méridionale.

### Voies de communication
Le territoire de la commune de La Sône est longé dans sa partie septentrionale par deux voies de circulation à vocation nationale :
- La route départementale 1092 (RD 1092) dénommée ainsi entre Romans et Voiron se dénommait avant son déclassement en route nationale 92. Cette ancienne route reliait Genève à Valence jusqu'en 1974 et traverse le territoire selon un axe nord-est sud-est, au sud du bourg.
- L’autoroute A49 qui traverse la route sur le territoire de la commune est une voie routière à grande circulation, qui relie Romans (Valence) à Grenoble. Cette voie a été mise en service en 1992.

Pour se rendre à Chatte, les véhicules doivent emprunter la sortie « Saint-Marcellin » au-delà de la barrière de péage de Chatuzange-le-Goubet dans le sens Valence-Grenoble et au-delà de la barrière de péage de Voreppe dans le sens Grenoble-Valence, puis emprunter la RD1092.
 9 Saint-Marcellin (Isère) : Saint-Marcellin, Pont-en-Royans

## Urbanisme

### Typologie
Au 1er janvier 2024, La Sône est catégorisée commune rurale à habitat dispersé, selon la nouvelle grille communale de densité à sept niveaux définie par l'Insee en 2022.
Elle est située hors unité urbaine. Par ailleurs la commune fait partie de l'aire d'attraction de Saint-Marcellin, dont elle est une commune de la couronne,. Cette aire, qui regroupe 17 communes, est catégorisée dans les aires de moins de 50 000 habitants,.

### Occupation des sols
L'occupation des sols de la commune, telle qu'elle ressort de la base de données européenne d’occupation biophysique des sols Corine Land Cover (CLC), est marquée par l'importance des territoires agricoles (63,7 % en 2018), une proportion identique à celle de 1990 (63,7 %). La répartition détaillée en 2018 est la suivante : 
terres arables (42,4 %), zones agricoles hétérogènes (21,3 %), zones urbanisées (13,4 %), forêts (11,3 %), mines, décharges et chantiers (8,2 %), eaux continentales (3,4 %). L'évolution de l’occupation des sols de la commune et de ses infrastructures peut être observée sur les différentes représentations cartographiques du territoire : la carte de Cassini (XVIIIe siècle), la carte d'état-major (1820-1866) et les cartes ou photos aériennes de l'IGN pour la période actuelle (1950 à aujourd'hui).

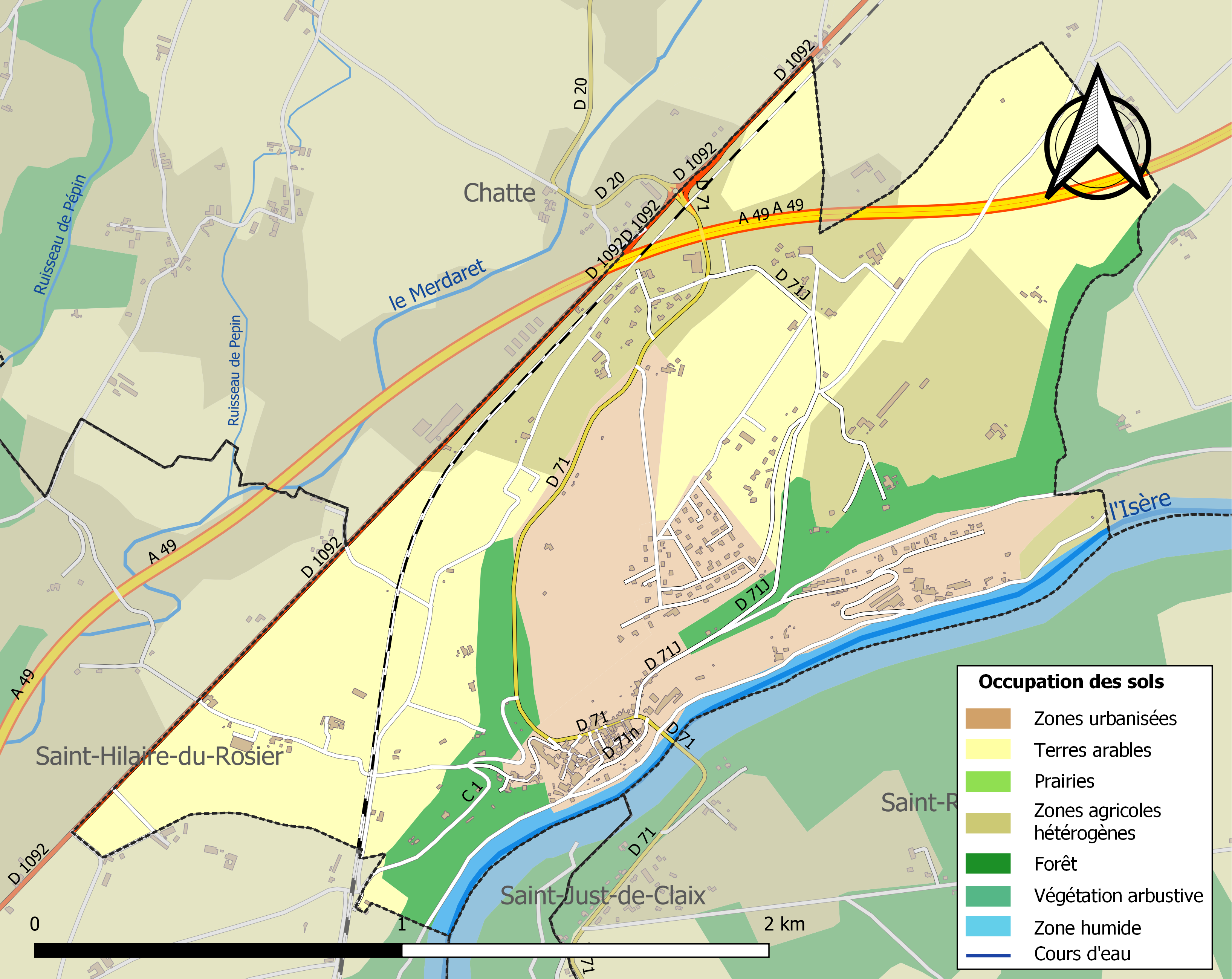
Carte des infrastructures et de l'occupation des sols de la commune en 2018 (CLC).

### Risques naturels et technologiques

#### Risques sismiques
L'ensemble du territoire de la commune de La Sône est situé en zone de sismicité no 4 (sur une échelle de 1 à 5), en limite de la zone no 3 qui se situe au nord-ouest du territoire communal.
| Type de zone | Niveau            | Définitions (bâtiment à risque normal) |
| ------------ | ----------------- | -------------------------------------- |
| Zone 4       | Sismicité moyenne | accélération = 1,6 m/s2                |

## Toponymie
À l'origine, le village de La Sône se nommait Sonitus Aquae (le murmure de l'eau).

## Politique et administration

### Liste des maires
| Période                                  | Période  | Identité       | Étiquette | Qualité  |
| ---------------------------------------- | -------- | -------------- | --------- | -------- |
| avant 1981                               | ?        | Maurice Reffay |           |          |
| mars 2001                                | 2020     | Pierre Rousset | UMP-LR    | Retraité |
| 2020                                     | En cours | Patrick Seyve  |           |          |
| Les données manquantes sont à compléter. |          |                |           |          |

## Population et société

### Démographie
L'évolution du nombre d'habitants est connue à travers les recensements de la population effectués dans la commune depuis 1793. Pour les communes de moins de 10 000 habitants, une enquête de recensement portant sur toute la population est réalisée tous les cinq ans, les populations de référence des années intermédiaires étant quant à elles estimées par interpolation ou extrapolation. Pour la commune, le premier recensement exhaustif entrant dans le cadre du nouveau dispositif a été réalisé en 2008.

En 2022, la commune comptait 614 habitants, en évolution de +5,68 % par rapport à 2016 (Isère : +3,07 %, France hors Mayotte : +2,11 %).
| 1793 | 1800 | 1806 | 1821 | 1831 | 1836 | 1841 | 1846 | 1851 |
| ---- | ---- | ---- | ---- | ---- | ---- | ---- | ---- | ---- |
| 629  | 609  | 527  | 645  | 714  | 692  | 665  | 681  | 687  |

| 1856 | 1861 | 1866 | 1872 | 1876 | 1881 | 1886 | 1891 | 1896 |
| ---- | ---- | ---- | ---- | ---- | ---- | ---- | ---- | ---- |
| 743  | 773  | 952  | 901  | 933  | 873  | 740  | 731  | 766  |

| 1901 | 1906 | 1911 | 1921 | 1926 | 1931 | 1936 | 1946 | 1954 |
| ---- | ---- | ---- | ---- | ---- | ---- | ---- | ---- | ---- |
| 906  | 936  | 972  | 914  | 985  | 972  | 862  | 817  | 864  |

| 1962 | 1968 | 1975 | 1982 | 1990 | 1999 | 2006 | 2008 | 2013 |
| ---- | ---- | ---- | ---- | ---- | ---- | ---- | ---- | ---- |
| 688  | 641  | 671  | 665  | 574  | 590  | 620  | 628  | 591  |

| 2018 | 2022 | - | - | - | - | - | - | - |
| ---- | ---- | - | - | - | - | - | - | - |
| 586  | 614  | - | - | - | - | - | - | - |

### Enseignement
La commune est rattachée à l'académie de Grenoble.

### Médias
Historiquement, le quotidien à grand tirage Le Dauphiné libéré consacre, chaque jour, y compris le dimanche, dans son édition du Sud Grésivaudan, un ou plusieurs articles à l'actualité de la ville et de la communauté de communes, ainsi que des informations sur les éventuelles manifestations locales, les travaux routiers, et autres événements divers à caractère local.

### Cultes
L'église paroissiale Saint-Pierre, propriété de la commune, est desservie par la paroisse Saint-Luc du Sud Gresivaudan, elle-même dépendante du diocèse de Grenoble-Vienne.

## Culture locale et patrimoine

### Lieux et monuments

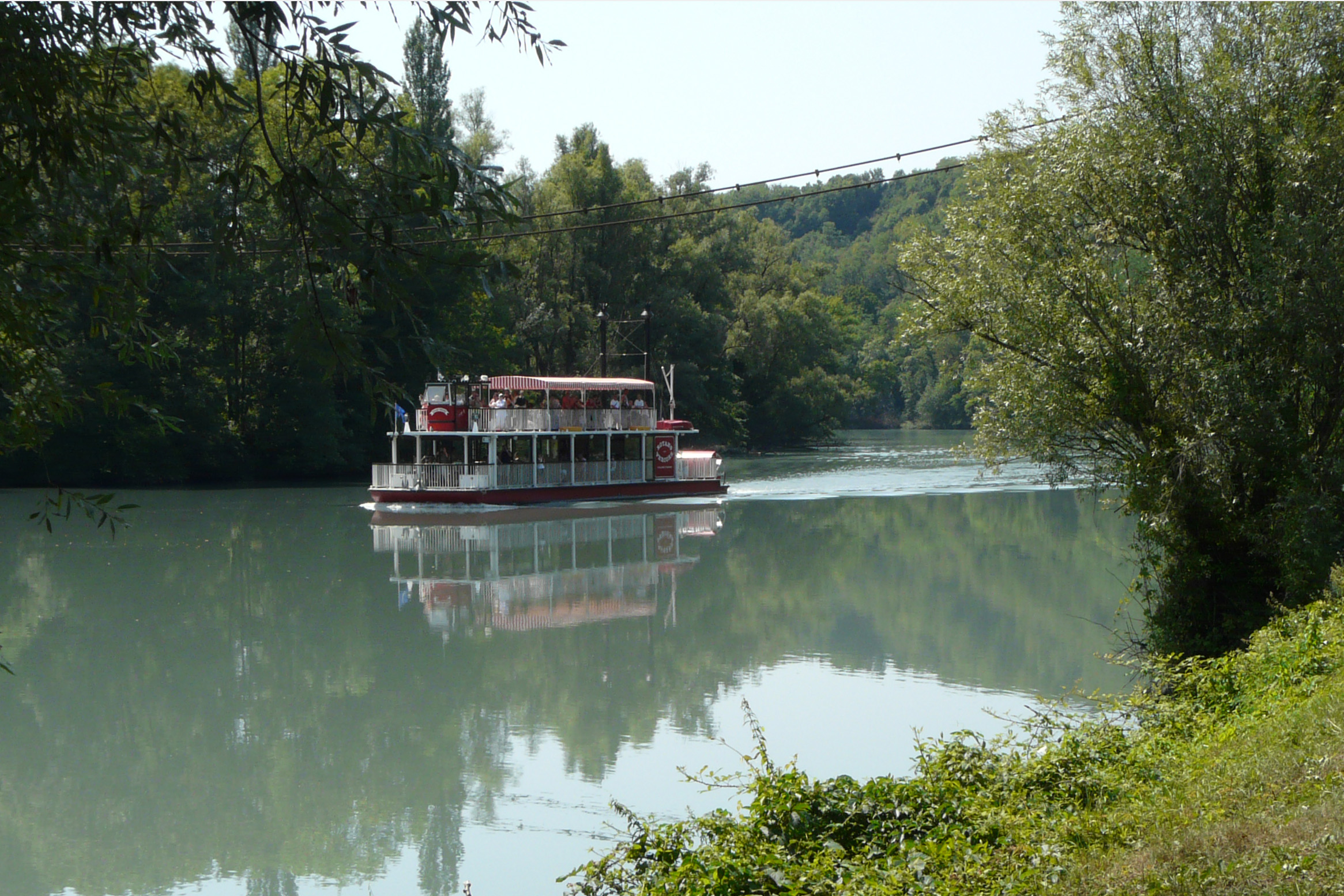
L'Isère vu depuis les berges et au fond, le bateau à roue.

- Le château de la Sône est un ancien château-fort entouré de douves, il domine depuis son socle rocheux le vallée de l'Isère. Les parties les plus anciennes sont du XIIe siècle et le donjon du XVe siècle. Les façades, les toitures du château et une chapelle intérieure, pour ses peintures ornant les murs datées du XVIIe siècle, sont d'ailleurs inscrits au titre des monuments historiques par arrêté du 6 novembre 1968 ; le parc par arrêté du 30 juin 1995[20].
- La tour médiévale et son parc à l'entrée du village.
- L'église romane Saint-Pierre, datée du XIe siècle, ancien prieuré.
- Le monument aux morts communal dont le pilier commémoratif se présente sous la forme d'une colonne quadrangulaire située sur un piédestal de trois marches et commémore les victimes de la commune lors des deux guerres mondiales[21].
- Manufacture de Saint-Chamond : usine de tissage, de tresses et de lacets, en pierre de tuf, labellisée Patrimoine en Isère[22].
- Les piliers de l'ancien pont traversant l'Isère.
- Le Bateau à roue[23].

### Espaces verts et fleurissement
- Le Jardin des fontaines pétrifiantes[24], jardin privé de propriété de M. Jean mais ouvert à la visite, est un site classé[25]. Le Jardin des fontaines pétrifiantes a obtenu la marque « Qualité Tourisme »[26].

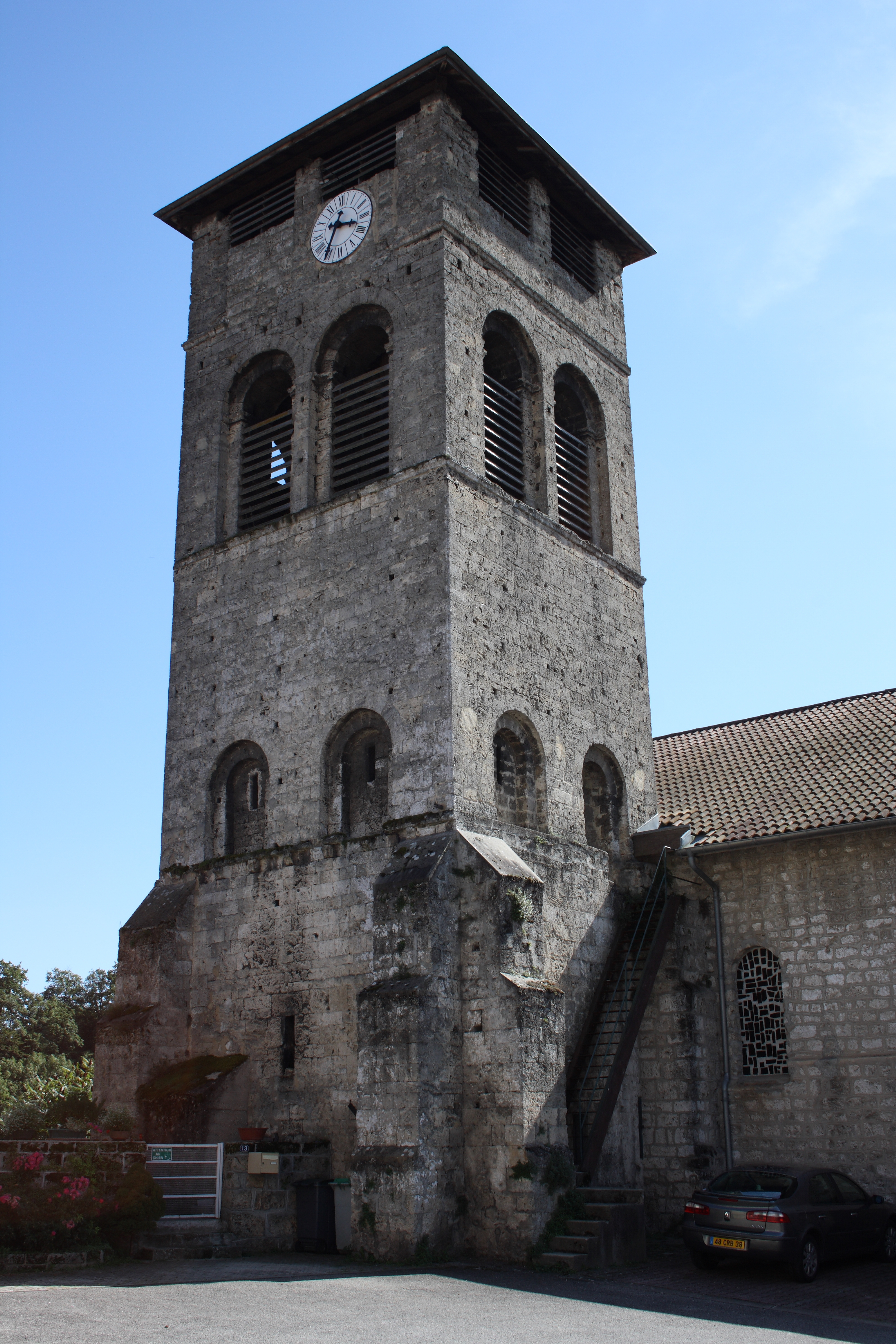
L'église de Saint-Pierre
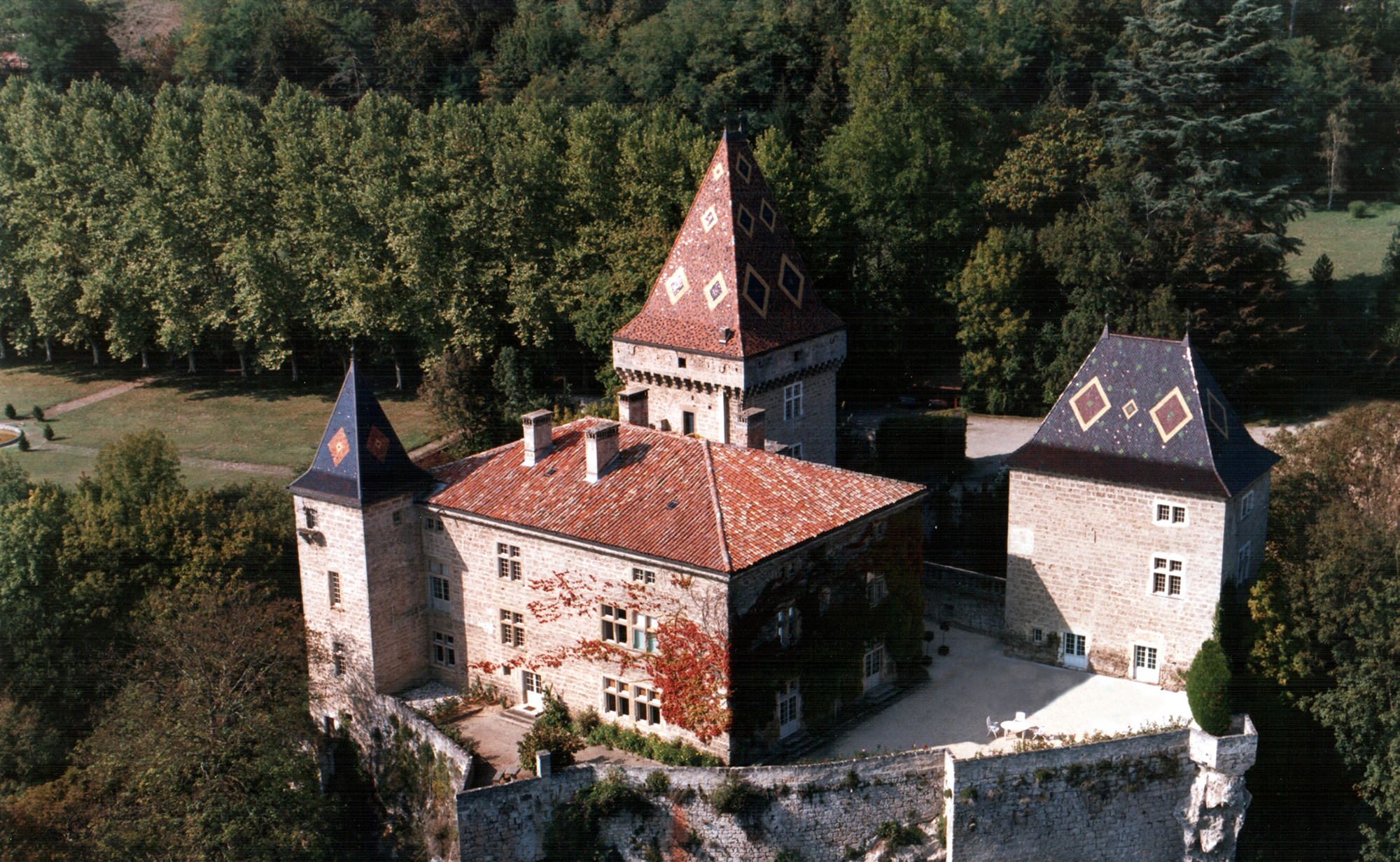
Le Château de la Sône
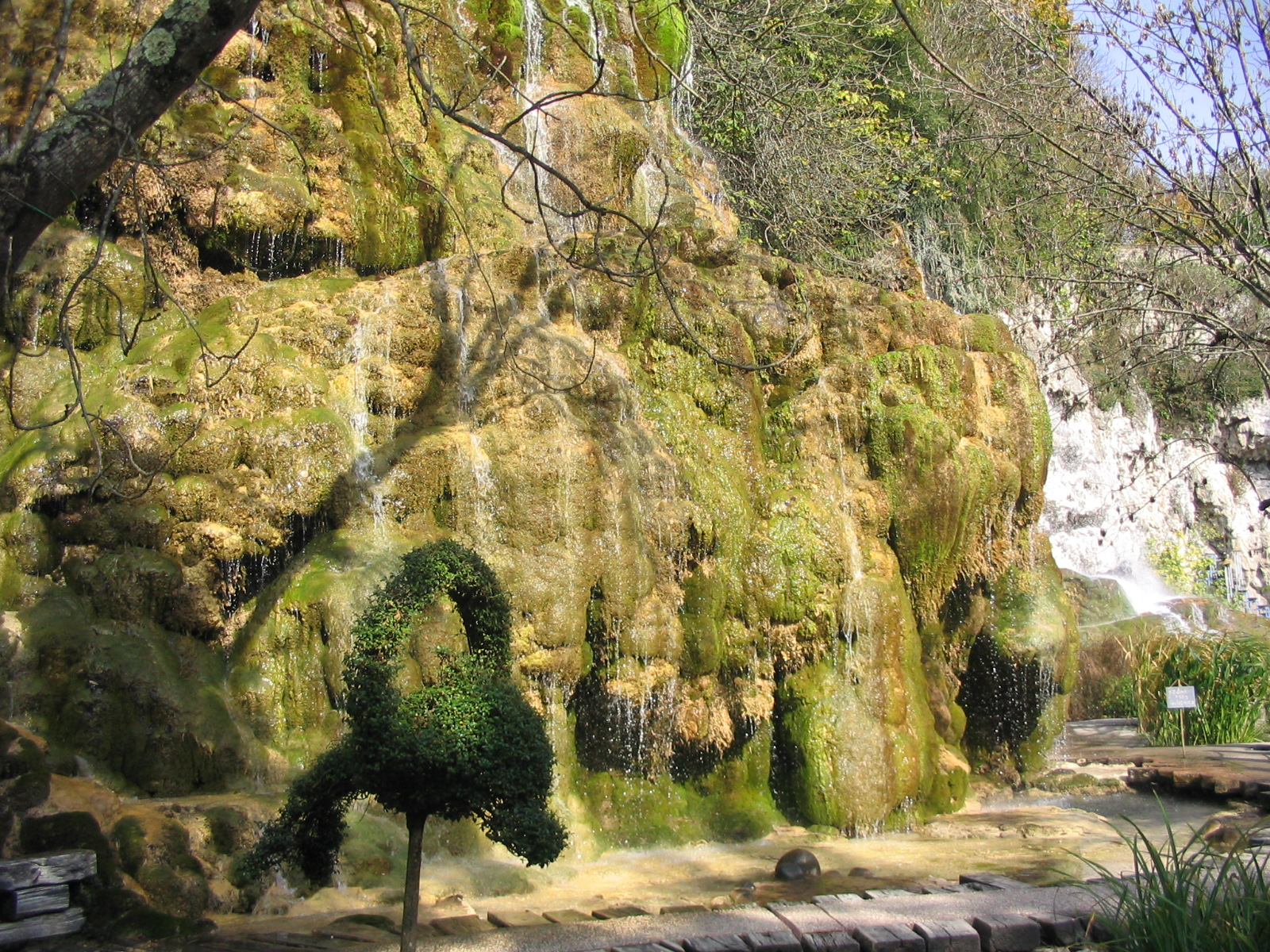
Le Jardin des Fontaines Pétrifiantes

### Personnalités liées à la commune

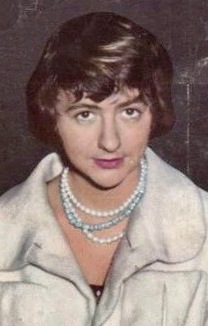
Françoise Sagan

- Louis XI, alors dauphin et donc avant d'être proclamé roi de France, aurait séjourné au château de La Sône.
- Jacques de Vaucanson, célèbre inventeur et mécanicien du XVIIIe siècle, séjournera à La Sône dans le cadre de son activité professionnelle.
- La famille Jubié, industriels en tissage de La Sône aux XVIIIe et XIXe siècles, administrateurs et hommes politiques.
- La jeune Françoise Quoirez, qui deviendra la romancière Françoise Sagan a fréquenté le château de La Sône, alors propriété d'une famille d'industriels locale, les Morel, avec lesquels elle était amie. C'est de son séjour dans le château et son parc qu'elle tirera la description du château de sa première pièce de théâtre Château en Suède[27],[28][source insuffisante].

### Héraldique
|  | La Sône possède des armoiries dont l'origine et le blasonnement exact ne sont pas disponibles. |